# Elena Fisher
Elena Fisher è un personaggio immaginario della serie videoludica Uncharted. È compagna d'avventure sin dal primo capitolo di Nathan Drake, protagonista della serie. La sua doppiatrice originale è l'attrice Emily Rose, che ha anche recitato per le scene d'intermezzo nei panni di Elena; la voce italiana è affidata a Loretta Di Pisa.
Elena in Uncharted: Drake's Fortune si presenta con una maglia rosa sbracciata, mentre nei successivi capitoli, in Uncharted 2: Il covo dei ladri e Uncharted 3: L'inganno di Drake con un paio di jeans e una camicia rispettivamente bianca e azzurra.
Svolge il lavoro di giornalista, e viene introdotta nel gioco assieme a Nate mentre trafugano la tomba di un antenato di quest'ultimo, dopo che la compagnia di lei ha finanziato la spedizione in cambio di un servizio.

## Comparse

### Uncharted: Drake's Fortune
Il gioco inizia con Elena e Nate che trafugano la tomba di Sir Francis Drake, antenato dello stesso protagonista; la tomba è vuota, ma all'interno vi è il famoso diario dell'esploratore che contiene le coordinate per trovare El Dorado. Elena vuole cogliere la palla al balzo e filmare il tutto mentre Nate si oppone per potersi scrollare di dosso la giornalista e la sua compagnia. Mentre discutono sul da farsi, vengono interrotti da un gruppo di pirati pronti ad attaccare la loro barca, ma vengono salvati da un aeroplano pilotato da Sully.
Nate racconta a Sully la sua scoperta su El Dorado, ed entrambi decidono di abbandonare la ragazza per non avere dei giornalisti alle calcagna.
Elena segue i due nella foresta amazzonica e si scontra con Nate mentre sta scappando dagli uomini di Gabriel Roman e Atoq Navarro che hanno appena sparato a Sully. Nate ed Elena partono a loro volta alla ricerca di El Dorado, aiutandosi con delle coordinate trovate precedentemente da Nate; sono su un aeroplano quando vengono attaccati, Elena si lancia dal paracadute e successivamente anche Nate, così facendo si dividono.
Elena troverà Nate in una prigione dell'isola catturato da Eddy Raja (cercando di trovarla), lo libera facendo crollare il muro della cella trascinandolo con una jeep e successivamente scappando con l'auto inseguiti dallo stesso Eddy e i suoi uomini. Mentre Nate decide se abbandonare la ricerca per la pericolosità o continuarla, Elena riprende un filmato che mostra Sully ancora vivo assieme a Roman e Navarro mentre si stanno dirigendo alla biblioteca; inizialmente sospettando dell'amico chiariranno successivamente le cose, quando troveranno Sully. Il trio riunito riprenda la ricerca durante la quale Sully rimane bloccato in un passaggio segreto della biblioteca ed Elena aspetta Nate nella sala di controllo delle rimesse; Nate scopre che El Dorado in verità è una statua la cui mummia all'interno rilascia delle spore che maledicono chiunque le respiri trasfonrmandolo in una specie di mostro, e si imbatte anche negli spagnoli colpiti dalla maledizione. Nate torna a prendere Elena quando scopre che è stata catturata da Roman e Navarro, raggiunge così Sully ed insieme si dirigono dai due cercando di liberare Elena ed evitare che El Dorado e la sua maledizione lascino l'isola. Elena viene portata da Navarro (che nel frattempo uccide Roman) su un elicottero che precipiterà su una barca; Nate gli raggiunge, e riesce ad uccidere Navarro e a salvare Elena.
Il gioco finisce con Elena e Nate sulla barca, lei gli restituisce l'anello di Drake che aveva perso, i due stanno per baciarsi quando vengono interrotti da Sully, che arriva su un battello carico d'oro.

### Uncharted 2: Il covo dei ladri
Elena verrà introdotta più tardi, in Nepal, mentre cerca informazioni su Zoran Lazarevic con il suo cameraman Jeff. Dopo che Lazarevic e i suoi uomini catturano lei, Nate, Chloe, Jeff e uccidono quest'ultimo, lei e Nate riescono a scappare, mentre Chloe viene portata ad un treno che partirà a breve per il Tibet. Lei e Nate organizzano un piano per salvare Chloe, ma il treno parte e solo Nate riesce a raggiungerlo.
Comparirà di nuovo più tardi, in Tibet, ad accogliere Nate salvato da Tenzin mentre era morente tra la neve. I due parlano con un esploratore americano giunto in Tibet 50 anni prima, Karl Schafer, che parla loro del pugnale phurba, della Pietra Cintamani, della città di Shambala e prega Nate di raggiungere la sua spedizione mai tornata da una grotta ghiacciata.
Dopo il ritorno di Nate e Tenzin dalla caverna, gli uomini di Lazarevic e Lazarevic stesso attaccano il villaggio e catturano Schafer, Nate ed Elena allora partono al loro inseguimento, arrivando fino ad un monastero dove scoprono l'esistenza di alcuni mostri molti grossi mascherati, che si scoprirà più tardi essere i guardiani di Shambala. Trovano Schafer, ormai morente, che li prega di crederlo e trovare Shambala prima di Lazarevic, per evitare che capitino catastrofi.
Elena e Nate allora si dividono, e si reincontrano successivamente dopo aver trovato l'entrata di Shambala. Qui Flynn, Chloe, Lazarevic e i suoi uomini li catturano, ma il duo e Chloe riescono a scappare grazie anche ai guardiani di Shambala che cercano di attaccare gli intrusi. Il trio trova la Pietra Cintamani e scoprono che si tratta di ambra derivata da una resina capace di diventare invincibili, la resina dell'Albero della Vita, dove Lazarevic è diretto. Nel frattempo Elena viene ferita gravemente da Flynn, che si suicida facendo scoppiare una bomba a mano; Chloe così si prende cura di lei mentre Nate raggiunge l'Albero della Vita e uccide Lazarevic.
Tutti e tre tornano al villaggio, e sulla tomba di Schafer, Chloe chiede a Nate se ama davvero Elena; lui fa intendere di sì, Chloe lo capisce e decide di farsi da parte. Arriva Elena guarente con l'aiuto di Sully, chiede a Nate dove andranno per la prossima avventura, lui risponde di non averci pensato e la bacia.
Il gioco finisce con loro due che ammirano il tramonto tra le montagne del Tibet.

### Uncharted 3: L'inganno di Drake
Elena compare per poco tempo, la prima volta è nello Yemen dove fanno delle ricerche, la seconda all'aeroporto dove aiuta Nate ad entrare nell'aerocargo. Ricompare poi di nuovo nello Yemen dove Nate le dà un anello di fidanzamento.

### Uncharted 4: Fine di un ladro
Alla fine Elena e Nathan si sono sposati e lui ha messo fine alla caccia ai tesori e vive una vita "normale" finché il fratello perduto di lui, Sam, gli propone una nuova avventura. Nathan, inizialmente restio, decide di aiutarlo mentendo ad Elena dicendogli di aver accettato un lavoro in Malesia. Alla fine Elena scopre tutto e raggiunge Nate in Madagascar dopo essere stato in Italia. Ma Nathan nonostante tutto continua le ricerche, affidando Elena a Sullivan. Dopo aver raggiunto Libertalia, Elena decide di raggiungerlo e si riconcilia con Nate per ritrovare il fratello Sam che era stato catturato da Rafe. Terminata l'avventura Elena e Nathan continueranno a vivere il loro matrimonio. Anni dopo Nathan e Elena avranno una figlia di nome Cassie.

## Età
- 23 anni in Uncharted: Drake's Fortune
- 25 anni in Uncharted 2: Il covo dei ladri
- 27 anni in Uncharted 3: L'inganno di Drake
- 30 anni in Uncharted 4: Fine di un ladro e 43 nell'epilogo